# هومر سيمبسون
هومر سيمبسون (بالإنجليزية: Homer Simpson)‏ شخصية خيالية تظهر في مسلسل الرسوم المتحركة الموجّه للكبار عائلة سمبسون ويسمى أيضاً بطريرك الأسرة. يجسد صوت الشخصية الممثل دان كاستلانيتا. وظهرت للمرة الأولى على شاشة التلفزيون في 19 أبريل 1987. أما مصمّم الشخصية فهو رسام الكاريكاتير مات غرونينغ. تم بث السلسلة على شبكة فوكس، حيث كانت البداية في حلقة تسمى ليلة سعيدة بثت في 17 ديسمبر 1989.
زوجة هومر هي مارج ولديهما ثلاثة أطفال: بارت، وليسا، وماغي. يعمل هومر في محطة سبرينجفيلد للطاقة النووية. وهو يجسد عدة أنماط للطبقة العاملة الأمريكية، فهو غليظ، ذو وزنٍ زائد، وغير كفؤ، وأخرق، وكسول، وجاهل، ولكنه مع ذلك رجل محترم وورع ويعتني بأسرته.
هومر هو واحد من أكثر الشخصيات الخيالية نفوذا على شاشات التلفزيون، بعد أن تم وصفها من قبل الصحيفة البريطانية صنداي تايمز بأنه «أعظم مخلوق فكاهي في الوقت [الحديث]». وكان اسمه أعظم شخصية وهمية «في السنوات الـ 20 الماضية» في عام 2010 حسب مجلة انترتينمنت ويكلي كان في المرتبة الثانية كأعظم شخصية للرسوم المتحركة من قبل دليل التلفزيون بعد باغز باني.

## روابط خارجية
- هومر سيمبسون على موقع ميوزك برينز (الإنجليزية)
- هومر سيمبسون على موقع ديسكوغز (الإنجليزية)